# Barbara Schaeffer-Hegel
Barbara Schaeffer-Hegel (* 10. November 1936 in Kassel) ist eine emeritierte deutsche Sozialwissenschaftlerin, deren Arbeitsschwerpunkte im Bereich der Frauen- und Geschlechterforschung liegen.

## Leben
Schaeffer-Hegel studierte Politikwissenschaft, Geschichte, Philosophie und Romanistik. Von 1980 bis 2002 lehrte sie an der Technischen Universität Berlin sowie an mehreren Universitäten in Österreich und in den USA. 
Im Oktober 1995 gründete sie die Europäische Akademie für Frauen in Politik und Wirtschaft Berlin, deren Vorstandsvorsitzende sie bis 2007 war, als Bildungszentrum für weibliche Führungsnachwuchskräfte in Politik und Wirtschaft. 2001 gründete sie die Femtec, deren Aufsichtsratsvorsitzende sie bis 2012 war.
Barbara Schaeffer-Hegel lebt in Berlin, sie ist mit Ulrich Hegel verheiratet und hat vier Kinder und sieben Enkel.

## Auszeichnungen
- 2000: Bundesverdienstkreuz 1. Klasse
- 2011: Louise-Schroeder-Medaille des Landes Berlin

## Schriften
- Julia und der Schattenmann. Projekte-Verlag Cornelius, Halle (Saale) 2010. Erzählungen
- Säulen des Patriarchats. Zur Kritik patriarchaler Konzepte von Wissenschaft, Weiblichkeit, Sexualität und Macht, Pfaffenweiler 1996
- Mit Helga Foster und Helga Lukoschat: Die ganze Demokratie. Zur Professionalisierung von Frauen für die Politik, Pfaffenweiler 1998
- Schaeffer-Hegel, Barbara (2008): ‚Sozialistische Eminenzen’, ‚Busen-Attacken’ und ‚Weiberrat’ – geschlechterpolitische Impulse von 1968; In: Klein, Ansgar/Legrand, Jupp/Leif, Thomas (Hg.): Forschungsjournal Neue Soziale Bewegungen: 1968 – Alles nur Geschichte? Aktualität und Folgen eines bewegten Jahres. Stuttgart. S. 67–78.
- Walther, Kathrin/Schaeffer-Hegel, Barbara (2007): Karriere mit Kindern?! In: Aus Politik und Zeitgeschichte, Heft 7, Bonn. S. 15–20.
- Schaeffer-Hegel, Barbara/Walther, Kathrin (2007): Karrierek(n)ick Kinder: Warum Mütter in Führungspositionen ihren Unternehmen Gewinn bringen. In: Mohn, Liz/von der Leyen, Ursula (Hg.): Familie gewinnt. Die Allianz und ihre Wirkungen für Unternehmen und Gesellschaft. Gütersloh.
- Schaeffer-Hegel, Barbara (2002): Frauen und Macht heute – Gerechtigkeit für die Generation von morgen. In: Peters, S./Bensel, N. (Hg.) 2002: Frauen und Männer im Management. Wiesbaden, S. 95–101.
- Schaeffer-Hegel, Barbara (2002): Zukunftsfaktor Kinder. In: Aus Politik und Zeitgeschichte, B 22-23/2002, Bonn. S. 3–6. Ebenfalls erschienen u. a. in: Deutscher Hochschulverband (2002): Glanzlichter der Wissenschaft: ein Almanach. Stuttgart, S. 113–118.
- Weber, Ulla/Schaeffer-Hegel, Barbara (2000): Geschlechterarrangements in der Bundesrepublik. Kontinuität und Wandel. In: Aus Politik und Zeitgeschichte, B 32-32/00, Bonn. S. 5–10.
- Weber, Ulla/Esch, Marion/Schaeffer-Hegel, Barbara (1998): Politikerin als Beruf. Ergebnisse einer Untersuchung zur politischen Bildung und Professionalisierung von Frauen für die Politik. In: Aus Politik und Zeitgeschichte, B 22-23/98, Bonn. S. 3–11.
- Foster, Helga/Lukoschat, Helga/Schaeffer-Hegel, Barbara (Hg.) (1998): Die ganze Demokratie. Zur Professionalisierung von Frauen für die Politik. Pfaffenweiler.
- Schaeffer-Hegel, Barbara/Leist, Andrea (1996): Sozialer Wandel und Geschlecht: Für eine Neubestimmung des Privaten. In: Aus Politik und Zeitgeschichte, B 42/96, Bonn. S. 31–40.
- Schaeffer-Hegel, Barbara/Foster, Helga/Lukoschat, Helga/Mersmann, Rita (1996): Frauen mit Macht. Zum Wandel der politischen Kultur durch die Präsenz von Frauen in Führungspositionen. Pfaffenweiler.
- Schaeffer-Hegel, Barbara (1996): Die Säulen des Patriarchats. Zur Kritik patriarchaler Konzepte von Weiblichkeit, Wissenschaft, Sexualität und Macht. Pfaffenweiler.
- Schaeffer-Hegel, Barbara (Hg.) (1990): Vater Staat und seine Frauen. Beiträge zur politischen Theorie. Herbolzheim.
- Schaeffer-Hegel, Barbara (Hg.) (1988): Frauen und Macht: Der alltägliche Beitrag der Frauen zur Politik des Patriarchats. Pfaffenweiler.
- Schaeffer-Hegel, Barbara/Watson-Franke, Barbara (1988): Männer, Mythos, Wissenschaft. Grundlagentexte zur feministischen Wissenschaftskritik. Pfaffenweiler.
- Schaeffer-Hegel, Barbara (1988): Vater Staat und seine Frauen. Über den Beitrag der politischen Philosophie zum Ausschluss der Frauen aus der Politik. In: Aus Politik und Zeitgeschichte, B 42/88, Bonn. S. 20–29.
- Schaeffer-Hegel, Barbara/Wartmann, Brigitte (Hg.) (1984): Mythos Frau. Projektionen und Inszenierungen im Patriarchat. Berlin.
- Schaeffer-Hegel, Barbara/Lambrou, Ursula (1972): Politische Bildung als Unterrichtsprinzip: Erfahrungen u. Modelle in der Hauptschule. Theorie und Geschichte der politischen Bildung. Frankfurt (am Main).
- Gerda Lerner (geb. 1920), in: Hans Erler, Ernst Ludwig Ehrlich, Ludger Heid (Hrsg.): „Meinetwegen ist die Welt erschaffen.“ Das intellektuelle Vermächtnis des deutschsprachigen Judentums. 58 Portraits. Campus, Frankfurt am Main 1997, ISBN 3-593-35842-5, S. 505–512